# Isabel Macías
Isabel Macías Chow (Saragozza, 11 agosto 1984) è una mezzofondista spagnola.

## Palmarès
| Anno | Manifestazione   | Sede     | Evento       | Risultato | Prestazione | Note |
| ---- | ---------------- | -------- | ------------ | --------- | ----------- | ---- |
| 2005 | Europei under 23 | Erfurt   | 1500 m piani | 6ª        | 4'17"66     |      |
| 2006 | Europei          | Göteborg | 1500 m piani | Batteria  | 4'20"76     |      |
| 2011 | Europei indoor   | Parigi   | 1500 m piani | 5ª        | 4'15"76     |      |
| 2011 | Mondiali         | Taegu    | 1500 m piani | Batteria  | 4'14"75     |      |
| 2012 | Mondiali indoor  | Istanbul | 1500 m piani | 6ª        | 4'22"40     |      |
| 2012 | Europei          | Helsinki | 1500 m piani | 8ª        | 4'11"12     |      |
| 2013 | Europei indoor   | Göteborg | 1500 m piani | Argento   | 4'14"19     |      |
| 2014 | Mondiali indoor  | Sopot    | 1500 m piani | Batteria  | 4'17"14     |      |
| 2014 | Europei          | Zurigo   | 1500 m piani | Batteria  | 4'17"76     |      |